# Jacques-Antoine Priqueler
Noble et officier de la garde du Roi, Jacques-Antoine Priqueler est né le 6 mars 1753 à Champagney (Haute-Saône) et mort le 15 février 1802 à Vesoul (Haute-Saône).

## Biographie
Fils posthume de Jean-Baptiste Priqueler (1696-1752), lieutenant de cavalerie au régiment de Rosen-Allemand, et de Marie-Thérèse Gobel, fille du procureur fiscal de Thann et sœur du futur évêque de Paris Jean-Baptiste Gobel. Il entre en 1771 dans les gardes du corps du roi, dont il est renvoyé le 12 septembre 1791 avant d'être intégré dans la Gendarmerie nationale en 1793 d'abord à Delémont. Le 15 mai 1795, il est nommé à la tête de la première compagnie, remplaçant ainsi le capitaine Bouchelier parti en retraite. Il s'installe alors à Porrentruy (dans l'ancien département du Mont-Terrible annexé par la Suisse le 17 février 1800) où il devient le chef de tous les gendarmes du département. Après l'annexion, malgré la recommandation de Théodore Liomin, il est remplacé par son neveu Joseph-Antoine Rengguer.
Il fréquentait les milieux avancés de Paris et fut proche de la Société des amis des Noirs, un groupe humaniste, initié en Angleterre. Ainsi il put informer les habitants de Champagney du sort réservé aux esclaves. Cela donna lieu à l'article 29 de leur cahier de doléances connu sous le nom de vœu de Champagney adressé le 19 mars 1789 au roi Louis XVI afin de demander que soit mis fin à l'esclavage. 
Pour rappeler ces événements, la Maison de la Négritude ouvre à Champagney en 1971.